# Mistrovství České republiky v lyžařském orientačním běhu 2021
Mistrovství České republiky v lyžařském orientačním běhu 2021 z důvod pandemie covidu-19 proběhlo pouze ve sprintu, ostatní závody se neuskutečnily.

## Mistrovství ČR ve sprintu
Pořadatelé závodu požádali o výjimku a získali od Národní sportovní agentury a Ministerstva zdravotnictví souhlas k uspořádáním otevřeného nominačního závodu na MS, MSJ a MED, tedy pouze pro kategorie DH17, DH20 a DH21. Pro účast bylo nutné mít negativní test (PCR nebo antigenní) ne starší než 48 h před závodem. Výsledky nominačního závodu byly současně výsledky Mistrovství ČR ve sprintu.
Tratě vedly částečně na loukách a částečně v lese. Dostatek sněhu umožnil vytvořit hustou síť stop, z nichž většina byla najeta skútrem a jen třetina rolbou.
| Datum závodu   | 30. 1. 2021 |  | Místo konání    | Rýmařov      |  | Pořadatel       | Sportovní klub ve Vrbně pod Pradědem |
| Ředitel závodu | Radek Peňáz |  | Hlavní rozhodčí | Milan Binčík |  | Stavitel tratí  | Richard Klech                        |
| Název mapy     | Mezilesí    |  | Web závodu      |              |  | Výsledky závodu | ORIS                                 |

| Zkrácené výsledky | Zkrácené výsledky | Zkrácené výsledky                    | Zkrácené výsledky | Zkrácené výsledky | Zkrácené výsledky | Zkrácené výsledky  | Zkrácené výsledky           | Zkrácené výsledky | Zkrácené výsledky |
| Pořadí            | H21 - muži        | H21 - muži                           | H21 - muži        | H21 - muži        | Pořadí            | D21 - ženy         | D21 - ženy                  | D21 - ženy        | D21 - ženy        |
| ----------------- | ----------------- | ------------------------------------ | ----------------- | ----------------- | ----------------- | ------------------ | --------------------------- | ----------------- | ----------------- |
| Zlatá medaile     | Petr Horvát       | SK Severka Šumperk                   | 20:55             |                   | Zlatá medaile     | Petra Hančová      | OK Lokomotiva Pardubice     | 22:29             |                   |
| Stříbrná medaile  | Jakub Škoda       | Slavia Liberec orienteering          | 21:00             | +0:05             | Stříbrná medaile  | Johanka Šimková    | OK Slavia Hradec Králové    | 23:38             | +1:09             |
| Bronzová medaile  | Josef Nagy        | OOB TJ Tatran Jablonec n. N.         | 21:02             | +0:07             | Bronzová medaile  | Veronika Kubínová  | TJ Slovan Karlovy Vary      | 26:00             | +3:31             |
| 4                 | Radek Laciga      | TJ Slovan Zdravotník Praha           | 21:35             | +0:40             | 4                 | Helena Randáková   | OOS TJ Spartak Vrchlabí     | 26:23             | +3:54             |
| 5                 | Vojtěch Matuš     | Sportovní klub ve Vrbně pod Pradědem | 22:31             | +1:36             | 5                 | Markéta Firešová   | KOB Dobřichovice            | 26:57             | +4:28             |
| 6                 | Ondřej Hlaváč     | KOS TJ Tesla Brno                    | 22:35             | +1:40             | 6                 | Romana Kubínová    | TJ Slovan Karlovy Vary      | 28:50             | +6:21             |
| 7                 | Vojtěch Bartoš    | MLOK Mariánské Lázně                 | 22:38             | +1:43             | 7                 | Alena Voborníková  | SK OB Chotěboř              | 31:04             | +8:35             |
| 8                 | Jan Hašek         | KOS Slavia Plzeň                     | 23:36             | +2:41             | 8                 | Barbora Chaloupská | KOB Dobřichovice            | 32:37             | +10:08            |
| 9                 | Miroslav Rygl     | KOS TJ Tesla Brno                    | 23:53             | +2:58             | 9                 | Marie Procházková  | KOB Dobřichovice            | 33:21             | +10:52            |
| 10                | Ondřej Vystavěl   | Oddíl OS SK Prostějov                | 24:22             | +3:27             | 10                | Hana Horvátová     | SK Severka Šumperk          | 33:58             | +11:29            |
| Pořadí            | H20 - junioři     | H20 - junioři                        | H20 - junioři     | H20 - junioři     | Pořadí            | D20 - juniorky     | D20 - juniorky              | D20 - juniorky    | D20 - juniorky    |
| Zlatá medaile     | Vojtěch Peňáz     | Sportovní klub ve Vrbně pod Pradědem | 22:49             |                   | Zlatá medaile     | Anežka Hlaváčová   | KOS TJ Tesla Brno           | 21:18             |                   |
| Stříbrná medaile  | Radek Peňáz       | Sportovní klub ve Vrbně pod Pradědem | 23:17             | +0:28             | Stříbrná medaile  | Tereza Chrástová   | SK Studenec                 | 24:40             | +3:22             |
| Bronzová medaile  | Lukáš Richtr      | KOS Slavia Plzeň                     | 23:21             | +0:32             | Bronzová medaile  | Rozálie Kuchařová  | Sportcentrum Jičín          | 26:13             | +4:55             |
| Pořadí            | H17 - dorostenci  | H17 - dorostenci                     | H17 - dorostenci  | H17 - dorostenci  | Pořadí            | D17 - dorostenky   | D17 - dorostenky            | D17 - dorostenky  | D17 - dorostenky  |
| Zlatá medaile     | Matyáš Zakouřil   | USK Praha                            | 18:46             |                   | Zlatá medaile     | Hana Malečková     | USK Praha                   | 21:41             |                   |
| Stříbrná medaile  | Dan Salaba        | OK Jilemnice                         | 19:17             | +0:31             | Stříbrná medaile  | Tereza Pecková     | Slavia Liberec orienteering | 21:42             | +0:01             |
| Bronzová medaile  | Jiří Blaha        | USK Praha                            | 19:33             | +0:47             | Bronzová medaile  | Adéla Randáková    | OOS TJ Spartak Vrchlabí     | 22:32             | +0:51             |

Souhrnné informace naleznete v článku Mistrovství České republiky v lyžařském orientačním běhu ve sprintu.